# 64:38 Radio Full Liv(f)e
64:38 Radio Full Liv(f)e – album koncertowy polskiej grupy instrumentalnej Light Coorporation, wydany w 2016 roku z numerem katalogowym LC05RÉR nakładem Recommended Records.

## Powstanie
Materiał na płytę został zarejestrowany 27 kwietnia 2013 roku w trakcie koncertu, jaki Light Coorporation dało w mieszczącym się w siedzibie poznańskiego Radio Merkury studio, któremu tego dnia nadano imię kompozytora i pianisty jazzowego Krzysztofa Komedy (Studio im. Krzysztofa Komedy). Produkcją albumu zajął się Mariusz Sobański.

## Lista utworów
Opracowano na podstawie materiału źródłowego.
| Nr | Tytuł utworu                                                     | Muzyka                                           | Długość |
| -- | ---------------------------------------------------------------- | ------------------------------------------------ | ------- |
| 1. | „Invisible World”                                                | Sobański, Rogoża, Gregorowicz, Waśkiewicz, Krauz | 12:20   |
| 2. | „Tokyo Streets Symphony and Free Improvisation”                  | Sobański                                         | 11:12   |
| 3. | „Cocoon”                                                         | Sobański, Rogoża, Gregorowicz, Waśkiewicz, Krauz | 7:42    |
| 4. | „Maestro X”                                                      | Sobański                                         | 7:37    |
| 5. | „Test of Personality”                                            | Sobański                                         | 7:53    |
| 6. | „Le Voyage au Coeur de Reves & Part II Aliens from Planet Earth” | Sobański                                         | 14:44   |
| 7. | „Hipotypoza/Rare Dialect of Aliens from Planet Earth”            | Sobański, Rogoża, Gregorowicz, Waśkiewicz, Krauz | 4:18    |
|    |                                                                  |                                                  | 1:05:46 |

## Twórcy
Opracowano na podstawie materiału źródłowego.
Muzycy:
- Mariusz Sobański – gitara
- Paweł Rogoża – saksofon tenorowy
- Mariusz Gregorowicz – wibrafon
- Krzysztof Waśkiewicz – gitara basowa
- Miłosz Krauz – perkusja

Produkcja:
- Mariusz Sobański – produkcja muzyczna